# Rio Ampére
O Rio Ampére é um afluentes direito do Rio Capanema, com cerca de 41 km de extensão, localizado no sudoeste do estado brasileiro do Paraná.

## Etimologia
O Rio Ampére recebeu seu nome em homenagem ao cientista francês André-Marie Ampère (1775 - 1836), que também deu nome à unidade do Sistema Internacional de medidas para a corrente elétrica, o ampere.
A região entre o Rio Iguaçu e o Rio Uruguai estava em disputa entre o Brasil e a Argentina. Esses países atribuíram nomes diferentes aos rios delimitadores em tratados anteriores, como o Tratado de Madrid de 1750. Somente em 1895, a Questão de Palmas foi resolvida a favor do Brasil por um julgamento arbitral do presidente norte-americano Grover Cleveland. Posteriormente, o governo brasileiro formou uma comissão para investigar a área e deu nomes de personalidades importantes da área de tecnologia e política aos afluentes maiores e até então sem nome do Rio Iguaçu e dos suos afluentes, como Rios Ampére, Andrada, Benjamin Constant, Capanema, Cotegipe, Floriano, Gonçalves Dias, Siemens ou Silva Jardim.
1. ↑  Reichert, Ignácio (2020). Ampére. Desbravamento e pioneirismo (1946-1961). Ampère: FAMPERE. pp. 32–35